# Dolní Břežany
Dolní Břežany (deutsch Unter Breschan) ist eine Gemeinde im Okres Praha-západ, Tschechien. Sie liegt südlich des Stadtzentrums von Prag. Die Fläche der Gemeinde beträgt 10,66 Quadratkilometer.

## Geschichte

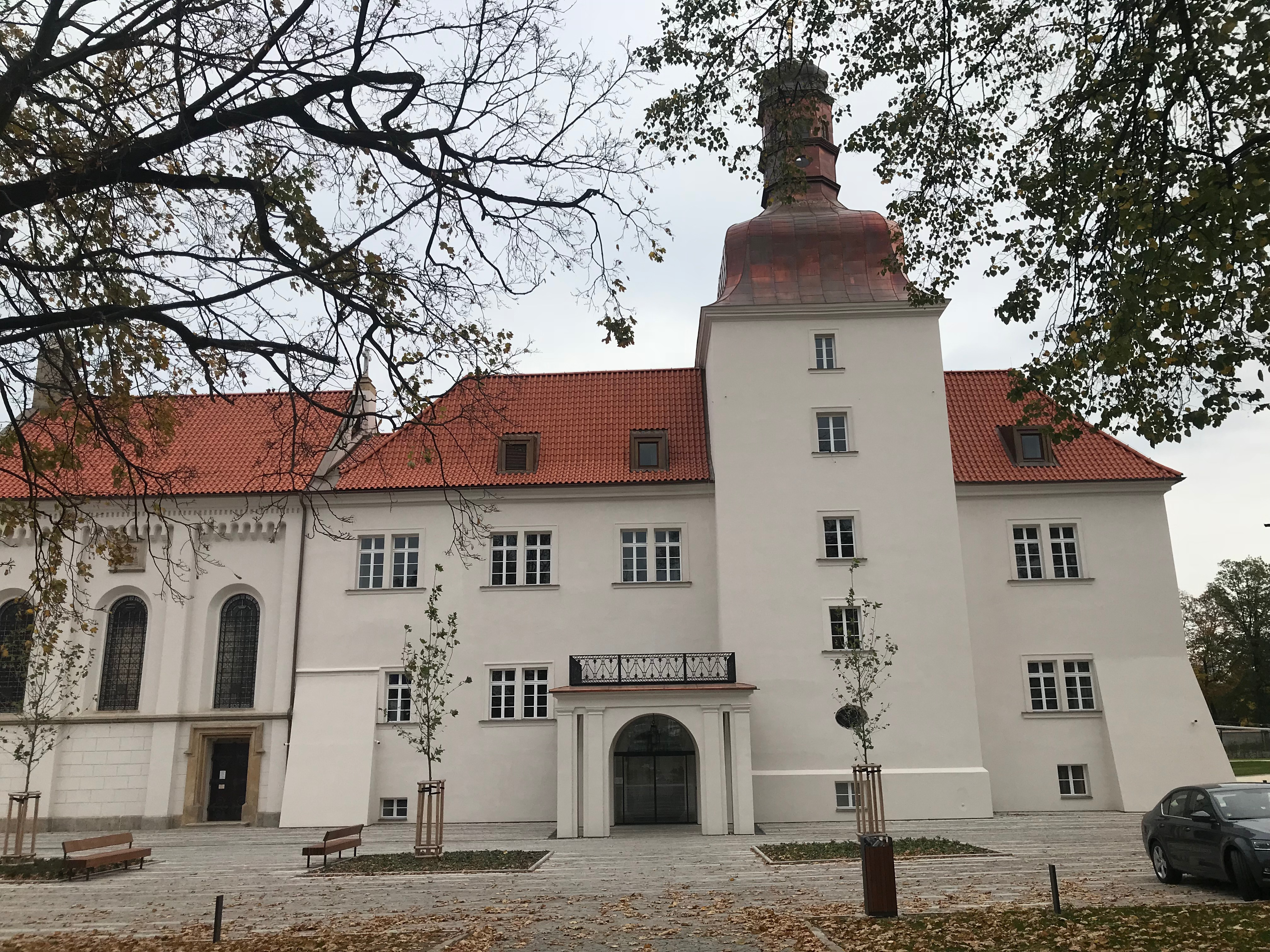
Schloss Dolní Břežany

Die erste urkundliche Erwähnung des Ortes entstammt dem Jahr  1332.

## Ortsgliederung
Die Gemeinde Dolní Břežany besteht aus den Ortsteilen Dolní Břežany, Jarov, Lhota und Zálepy. Das Gemeindegebiet gliedert sich in die Katastralbezirke Dolní Břežany und Lhota u Dolních Břežan.

## Sehenswürdigkeiten
- Schloss Dolní Břežany
- Kapelle der hl. Maria Magdalena
- keltisches Oppidum Závist

## Söhne und Töchter der Gemeinde
- Vendelín Grünwald (1812–1885), böhmischer Jurist und Abgeordneter
- Eduard Prchal (1911–1984), tschechischer Pilot